# Далевский (починок)
Далевский — опустевший починок в Парфеньевском районе Костромской области.

## География
Находится в центральной части Костромской области приблизительно в 25 км по прямой на север-северо-восток от центра района села Парфеньево.

## История
В 1872 году здесь было учтено 42 двора, в 1907 году —52. В период существования Костромской губернии починок относился к Кологривскому уезду. До 2021 года починок входил в Матвеевское сельское поселение.

## Население
Постоянное население составляло 284 человека (1872 год), 261 (1897), 261 (1907), 2 в 2002 году (русские 100 %), 0 в 2022.